# John McGinlay
John McGinlay (* 8. April 1964 in Inverness) ist ein ehemaliger schottischer Fußballspieler.

## Sportlicher Werdegang
McGinlay begann mit dem Fußballspielen beim FC Fort William, für den er als Teenager seine ersten Schritte im Erwachsenenfußball machte. Anschließend spielte er bei Nairn County, unterbrochen durch ein Jahr beim North Shore United AFC in Neuseeland während eines Austauschjahrs. 1985 wechselte er nach England zu Yeovil Town, der Non-League-Football-Klub spielte seinerzeit in der Isthmian League. 1988 ging er zurück nach Schottland, wo er für Elgin City aktiv war. 
Anfang 1989 stieß McGinlay in den von der Football League als Ligaverband verwalteten Profibereich vor, als er sich Shrewsbury Town in der Second Division anschloss. Zwar stieg er mit dem Klub am Ende der Spielzeit 1988/89 in die Third Division ab, blieb jedoch dem Klub treu und gehörte in der anschließenden Drittligasaison mit 22 Treffern in 44 Spielen zu den erfolgreichsten Torschützen. Daraufhin nahm ihn der Ligakonkurrent FC Bury unter Vertrag, ehe er Ende Januar 1991 auf Leihbasis zum Zweitligisten FC Millwall beim Kampf um die Rückkehr in die First Division stieß. Zwar kam er beim Vorjahresabsteiger, der erst in den Play-offs gegen Brighton & Hove Albion den Wiederaufstieg verpasste, kaum zum Einsatz, dennoch verpflichtete ihn der Londoner Klub nach dem Abgang von Torschützenkönig Teddy Sheringham fest. In der Spielzeit 1991/92 belegte der Klub jedoch nur den 15. Tabellenplatz, hierzu hatte der Stürmer acht Saisontore beigetragen. 
Nachdem McGinlay noch den Auftakt der Zweitligaspielzeit 1992/93 in London verbracht hatte, wurde er Ende September 1992 zu den Bolton Wanderers in die nach Einführung der Premier League zu Saisonbeginn nun drittklassige Second Division transferiert. Als Vizemeister hinter Stoke City gelang der Zweitligaaufstieg, wo er in der Spielzeit 1993/94 mit 25 Saisontoren den Neuling zum Klassenerhalt führte und sich zum Torschützenkönig krönte. Parallel rückte er auch in den Fokus der schottischen Nationalmannschaft, für die er im April 1994 bei einem 2:1-Auswärtserfolg bei Österreich debütierte. Dabei egalisierte er während der ersten Halbzeit mit seinem ersten Länderspieltreffer die frühe Führung von Adi Hütter, Billy McKinlay besorgte den Endstand. In der Folge hielt er sich auch während der Qualifikation für die Europameisterschaft 1996 in der Auswahlmannschaft, zumal er in der Spielzeit 1994/95 mit 16 Saisontoren zum Aufstieg der Wanderers in die Premier League beitrug. Zudem erreichte er mit der Mannschaft das Endspiel um den League Cup 1994/95, ein Tor von Alan Thompson war jedoch bei der 1:2-Niederlage gegen den FC Liverpool zu wenig zum Titelgewinn. In der höchsten Spielklasse verlor er seine Torgefahr und musste einerseits den Abstieg als Schlusslicht der Premier League 1995/96 hinnehmen und wurde andererseits nicht im EM-Kader berücksichtigt.
In der Zweitligaspielzeit 1996/97 erzielte McGinlay 24 Saisontore. Damit war er als erneuter Torschützenkönig der First Division eine der Stützen für den direkten Wiederaufstieg als Zweitligameister, andererseits kehrte er im Zuge der Qualifikation für die Weltmeisterschaftsendrunde 1998 in die Nationalmannschaft zurück. Bei seinem Comeback war er beim 1:0-Erfolg über Schweden im November 1996 Schütze des Goldenen Tores. Erneut konnte er in der ersten Liga nicht überzeugen und bereits im November wurde er zum Zweitligisten Bradford City transferiert. Hier konnte er verletzungsbedingt nicht Fuß fassen und nach einem Aufenthalt bei Oldham Athletic ließ er bei den Cincinnati Riverhawks und den Cincinnati Kings seine Karriere ausklingen, zwischendurch war er zudem Spielertrainer der Gresley Rovers sowie bei Ilkeston Town im Non-League-Footballbereich. 
Nach dem Karriereende blieb McGinlay zunächst bei den Cincinnati Kings im Jugendbereich und Trainerausbilder, ehe er später für verschiedene britische Klubs das Scouting in den USA betrieb.